# 市辖区
市轄區（通稱為市區、行政區、區）是指建制市轄域之下設置的行政區劃單位。一般情況下為政府派出機關，或視各國情形置為基層政權。

## 中华人民共和国
在中國大陸，“市辖区”为直辖市和地級市城区划定的行政分区，地級市的「區」同縣、縣級市、旗同層級。但直辖市的「區」与地级市、地区、盟、自治州同層級。市辖区管辖的区域以街道为主，也包括乡、镇，由于近年来市辖区扩大等原因，部分市辖区以乡、镇为主，例如广西的钦州市钦北区。
一般地，市辖区人民政府的职能比县人民政府、县级市人民政府要少，因为很多政府职能被上收至地级市。而部分地级市则不设区，这样的市被称为「直筒子市」。

## 中華民國
區為直轄市及市下轄的行政區劃，層級與縣以下的鄉、鎮、縣轄市相同。與鄉、鎮、縣轄市一樣，皆以公所（即：區公所）為行政辦事機關，首長稱為區長。區之下轄里，里之下轄鄰。
「區」還可細分為「一般的區」、以及「直轄市山地原住民區」。一般的區不具地方自治團體身分，區長係由市長派任，屬常任文官，也不設民意機關；直轄市山地原住民區則為地方自治團體，可民選區長與設置民意機關（區民代表會）。
目前中華民國全國設有170個區，為同級行政區劃中數量最多者。

## 日本
日本的市轄區為政令指定都市下設的行政區，非地方自治體，行政機關——區役所僅為政府派出機關。

## 韓國
韓國的市轄區有兩種，分別為特別市與廣域市下設的「自治區」（韓語：자치구）；以及特例市、大都市下設的「行政區」（韓語：행정구），行政區又稱為「一般區」（韓語：일반구，或逕稱為「區」）。前者具有地方自治團體身分，後者則僅為市政府的派出機關。

## 马来西亚

吉隆坡的国会选区

马来西亚首都吉隆坡下分為11個區，各區同時也做為國會選區。其余城市没有明文规定市内辖区。